# 上棚矢駄インターチェンジ
上棚矢駄インターチェンジ（うわだなやだインターチェンジ）は、石川県羽咋郡志賀町上棚にあるのと里山海道のインターチェンジ (IC) である。

## 歴史
- 1982年（昭和57年）11月17日 - 能登有料道路の柳田IC - 徳田大津IC間の開通に伴い[1][2][3][4]、供用開始[1][2][3]。当IC以南は暫定2車線で供用開始[5]。
- 2007年（平成19年）
  - 3月25日 - 同日発生した能登半島地震により、当ICを含む柳田IC - 穴水IC間が通行止となる[6][7]。
  - 3月29日 - 当iCを含む柳田IC - 徳田大津IC間の通行止を解除[8]。
- 2013年（平成25年）3月31日 - 能登有料道路が無料化されたことに伴い、のと里山海道のインターチェンジとなる[3]。
- 2016年（平成28年）11月13日 - 柳田IC - 当IC間の4車線化工事に着手[5][9]（2015年度に事業化[10]、完成は未定）。

## 道路
- E86 のと里山海道

## 接続道路
- 石川県道46号志賀田鶴浜線

## 料金所
有料道路時代は本線上と金沢方面入口および穴水方面出口にそれぞれ設置されていた。いずれもETCやクレジットカードは利用できず、かつて道路関係四公団が発行していたハイウェイカードも利用不可であった。
本線上
- 金沢方面→穴水方面（柳田IC起算、徳田大津ICまで）[11]
  - 普通車 - 260円、大型車I - 410円、大型車II - 950円、軽自動車等 - 210円

出入口
- 金沢方面→穴水方面（柳田IC起算）[11]
  - 普通車 - 100円、大型車I - 200円、大型車II - 420円、軽自動車等 - 100円
- 穴水方面→金沢方面（徳田大津IC起算）[11]
  - 普通車 - 160円、大型車I - 210円、大型車II - 530円、軽自動車等 - 110円

### 本線（金沢方面）
- レーン数：2
  - 一般：2

### 本線（穴水方面）
- レーン数：2
  - 一般：2

### 入口（金沢方面）
- レーン数：1
  - 一般：1

### 出口（穴水方面）
- レーン数：1
  - 一般：1

## 隣
E86 のと里山海道
柳田IC - 上棚矢駄IC - 西山IC